# Nenad Milijaš
Nenad Milijaš, cyr. Ненад Милијаш (ur. 30 kwietnia 1983 w Belgradzie) – serbski piłkarz grający na pozycji pomocnika, reprezentant kraju.

## Kariera
Nenad Milijaš to wychowanek klubu FK Zemun. W 2006 roku przeszedł do Crvenej Zvezdy Belgrad, ówczesnego mistrza Serbii i Czarnogóry, gdzie występował w latach 2006–2009. Był kapitanem drużyny. Po bardzo udanym sezonie 2008/2009 przeniósł się do angielskiego klubu Wolverhampton Wanderers. W latach 2012–2014 grał w Crvenej Zvezdzie, a latem 2014 przeszedł do Manisasporu. W 2015 grał w Hebei China Fortune, a w 2016 przeszedł do Nei Mongol Zhongyou.
| Sezon     | Klub                    | Liga                | Mecze | Gole |
| --------- | ----------------------- | ------------------- | ----- | ---- |
| 2006/2007 | FK Crvena zvezda        | Meridijan Superliga | 0     | 0    |
| 2007/2008 | FK Crvena zvezda        | Meridijan Superliga | 29    | 10   |
| 2008/2009 | FK Crvena zvezda        | Meridijan Superliga | 33    | 18   |
| 2009/2010 | Wolverhampton Wanderers | Premier League      | 19    | 2    |
| 2010/2011 | Wolverhampton Wanderers | Premier League      | 23    | 2    |
| 2011/2012 | Wolverhampton Wanderers | Premier League      | 20    | 0    |
| 2012/2013 | Wolverhampton Wanderers | Championship        | 1     | 0    |
| 2012/2013 | FK Crvena zvezda        | Meridijan Superliga | 26    | 9    |
| 2013/2014 | FK Crvena zvezda        | Meridijan Superliga | 29    | 8    |
| 2014/2015 | FK Crvena zvezda        | Meridijan Superliga | 2     | 3    |
| 2014/2015 | Vestel Manisaspor       | Süper Lig           | 18    | 7    |
| 2015/2016 | Hebei China Fortune     | Chinese League One  | 29    | 13   |

## Reprezentacja
Nenad Milijaš zadebiutował w reprezentacji Serbii 6 września 2008 roku w meczu z Wyspami Owczymi w ramach eliminacji do Mistrzostw Świata RPA 2010. Dotychczas w kadrze rozegrał 10 meczów, zdobył 2 bramki.

## Sukcesy

### Klubowe
- Mistrz Serbii (2): 2006, 2007
- Puchar Serbii (2): 2006, 2007

### Indywidualne
- Piłkarz sezonu oraz najbardziej wartościowy zawodnik 2008/2009 w Serbii